# Atetranychus estebanesae
Atetranychus estebanesae är en spindeldjursart som beskrevs av Tuttle, Baker och Abbatiello 1974. Atetranychus estebanesae ingår i släktet Atetranychus och familjen Tetranychidae. Inga underarter finns listade.